# Triodontus perrotorum
Triodontus perrotorum är en skalbaggsart som beskrevs av Renaud Maurice Adrien Paulian 1976. Triodontus perrotorum ingår i släktet Triodontus och familjen Orphnidae. Inga underarter finns listade i Catalogue of Life.